# 道の駅温泉の里神山
道の駅温泉の里神山（みちのえき おんせんのさとかみやま）は、徳島県名西郡神山町にある国道438号の道の駅である。

## 施設
- 駐車場
  - 普通車：45台[1]
  - 大型車：3台
  - 身障者用：1台
- トイレ
- 男：6器
- 女：5器
- 身障者用：2器
- 公衆電話
- 公衆FAX
- もてなしの館（粟生の館（あわふのやかた））
  - 休憩コーナー
  - ギャラリー
  - 林産物展示コーナー
  - 情報提供コーナー
- 施設の特徴は、地域産業の振興のために、来館する人に木の良さを知ってもらい、木造建築に興味を持ってもらうことである。そのため、施設の建築材料や工法、展示物に至るすべてを、神山町、徳島県内で考え得る材料や技術を活用している。
- 公衆無線LAN

## 休館日
- 第3火曜日

## アクセス
- 国道438号 - 登録路線
- 国道439号重複
  - 徳島県道20号石井神山線

## 周辺
- 神山温泉
- 農村ふれあい公園
- 鮎喰川
- 雨乞の滝
- 神山町役場